# Asklanda
Asklanda är kyrkby i Asklanda socken i Västergötland. Den hör till Vårgårda kommun och Västra Götalands län.
Asklanda gränsar till Ornunga, och de två byarna är så sammanväxta att Asklanda-Ornunga är ett vedertaget begrepp.
Här ligger Asklanda kyrka.

## Historia
Asklanda nämns första gången 1420. Namnet är en sammansättning av trädnamnet ask och ordet land i betydelsen ’terräng’. Byn består historiskt av sex hemman, nämnda redan i mitten på 1500-talet:
- 1, Skattegården, ett skattehemman, därav namnet.
- 2, Östergården.
- 3, Stommen, Asklanda forna prästgård.
- 4, Rättaregården, också kallad Toresgården eller Torsgården.
- 5, Prästegården, komministerboställe.
- 6, Västergården.